# 東羅徹斯特 (新罕布什爾州)
東羅徹斯特（英語：East Rochester）是位於美國新罕布什爾州斯特拉佛縣的非建制地區。

## 歷史
東羅徹斯特的郵局自1863年營運至今。

## 地理
東羅徹斯特所處的海拔為高於海平面70米（即230英呎），而該地所採用的時區為UTC-5，即北美东部时区（EST）。同時該地設有夏令時間，為UTC-5調快一小時，即UTC-4（EDT）。